# On The Road 1981
On the Road 1981 es el sexto álbum del grupo de rock progresivo Camel en directo grabado el 2 de abril de 1981 en Hammersmith Odeon, Londres.

## Lista de temas
1. Never Let Go - 7:03
2. Song Within A Song - 7:20
3. Lunar Sea - 10:50
4. City Life - 4:43
5. Nude - 0:27
6. Drafted - 3:55
7. Docks - 4:06
8. Beached - 3:34
9. Landscapes - 3:22
10. Changing Places - 3:31
11. Reflections - 2:24
12. Captured - 3:19
13. The Last Farewell - 4:04

## Intérpretes
- Andrew Latimer / guitarra, flauta, voces
- Colin Bass / bajo, voces
- Andy Ward / percusión 
- Kit Watkins / teclados, flauta 
- Jan Schelhaas / teclados
- Datos: Q1758670